# Wagluhe

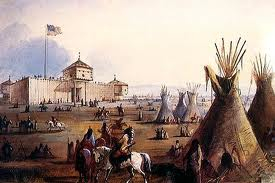
En 1849, Old Chief Smoke déménage son camp de Wágluȟe à Fort Laramie.

La tribu de Wágluȟe est l'une des sept tribus Oglalas, également connue sous le nom de tribu de Loafer. Le mot Lakota Wágluȟe signifie "Celui qui vit avec ses proches" et est utilisé pour désigner ceux qui restent près des forts militaires américains, leurs filles ayant épousé des soldats blancs. 
Les sept tribus Oglalas sont les Wágluȟe (flâneurs ou mocassins), Ite Sica (visages mauvais), Oyukpe (cassés), Wazaza (déchiquetés), Tapisleca (foies fendus), Payabaya (écartés) et Kiyaksa (petites plaies). 

## Old Chief Smoke

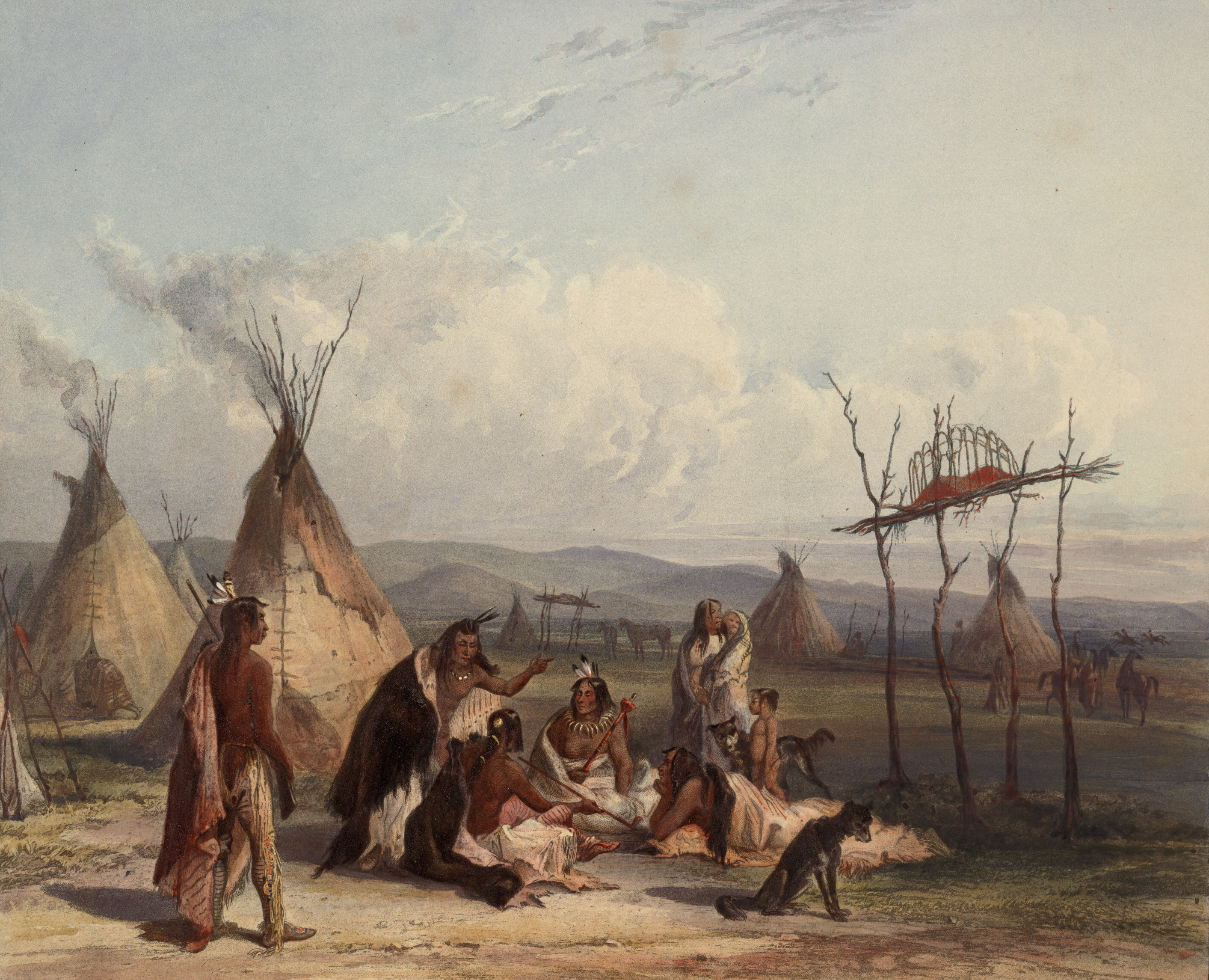
En 1864, Old Chief Smoke mort et est placé sur un échafaudage près de la vue de son bien-aimé Fort Laramie.

Old Chief Smoke est un chef des Oglalas et l'un des derniers grands Sioux, une société de guerriers Lakotas très prestigieuse. Ses proches sont l'une des familles Lakotas les plus importantes des 18e et 19e siècles. Il est l'un des premiers chefs Lakotas à prendre en compte le pouvoir des Blancs et à considérer le besoin de s'associer. En 1849, il déménage son camp de Wágluȟes à Fort Laramie, lorsque l'armée américaine met en garnison pour la première fois l'ancien poste de traite pour protéger et approvisionner les trains de wagons de migrants blancs le long de la piste de l'Oregon. Les familles Lakotas d'autres camps qui préfèrent la sécurité de Fort Laramie rejoignent le camp de Smoke. Il est conscient du pouvoir des Blancs, de leur nombre écrasant et de la futilité de la guerre. À la fin des années 1850, certains Lakotas des camps de chasse au buffle sauvage commencent à dénigrer le camp de Old Chief Smoke et insultent sa communauté en la traitant de Wágluȟe pour signifier qu'ils sont comme des hommes vivants avec les parents de leur femme : des cintres, des mocassins. Certains Wágluȟes, de leur côté, considèrent les Lakotas sauvages comme des paysans, des péquenauds. Pendant les conflits croissants des années 1860, le Fort Laramie prend une posture militaire en étant le principal lieu de rassemblement de l'armée américaine pendant la guerre de Red Cloud. En 1864, Old Chief Smoke est mort et placé sur un échafaudage près de la vue de son bien-aimé Fort Laramie. Il est remplacé par le chef Big Mouth.

## Wágluȟe à Fort Laramie

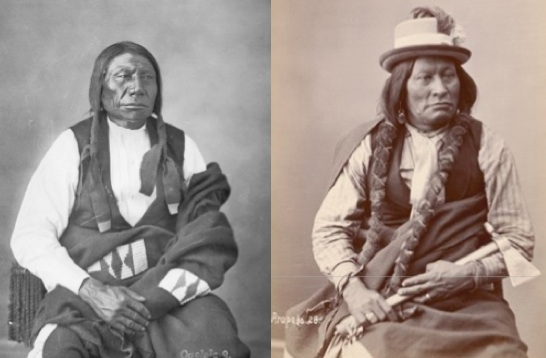
Le chef Blue Horse, à gauche, et le chef Big Mouth, tribu de Wágluȟe, Oglala Lakota. Fils jumeaux de Old Chief Smoke.

Les Wágluȟes sont conscients de la puissance des Blancs, de leur nombre écrasant et de la futilité de la guerre. Traditionnellement, dans la guerre inter-tribale, un combat entre cinquante guerriers dans lequel deux hommes sont tués est considéré comme un grand combat. Les Wágluȟes, entendant parler des 50 000 victimes de la bataille de trois jours de Gettysburg en juillet 1863, prennent la mesure de la disproportion entre ces batailles. Ils observent et apprennent les coutumes des blancs.et sont considérés par l'armée américaine et les agents indiens comme la tribu la plus progressiste des Lakotas, selon leur point de vue, et beaucoup intègrent la police indienne des Etats-Unis, les scouts indiens de l'armée américaine avec le 4e régiment de cavalerie américain de Fort Laramie et servent d'intermédiaires avec d'autres tribus de Lakotas. Les Wágluȟes forment une administration civile et Old Chief Smoke nomme le chef Blue Horse et le chef Big Mouth comme premiers policiers indiens. Les Wágluȟes sont les premiers Oglalas à envoyer leurs enfants à l'école industrielle indienne de Carlisle pour une éducation formelle. Les scouts indiens de l'armée américaine Wágluȟes sont une « bande de frères » avec les scouts de cavalerie de l'armée américaine.

## Le meurtre du chef Big Mouth

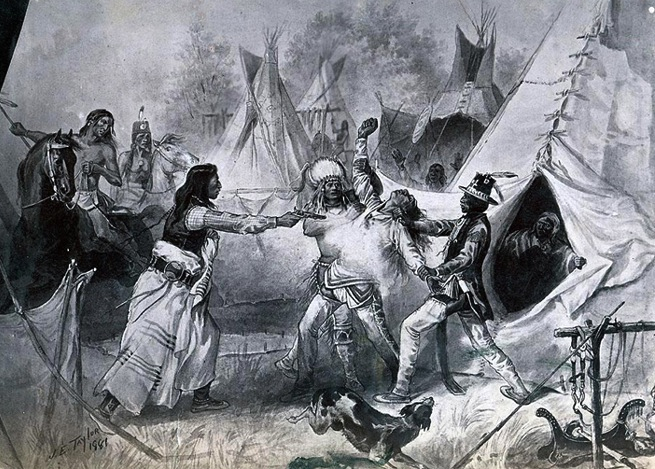
Le meurtre du chef Big Mouth par le chef Spotted Tail, 1869

Le chef Big Mouth est le fils aîné et devient chef en 1864 à la mort de Old Chief Smoke. Il s'oppose au leadership du chef Spotted Tail et critique ses négociations avec les politiciens de Washington. Le 29 octobre 1869, Spotted Tail appelle à la porte de la loge de Big Mouth et demande à lui parler. Lors de son apparition, il est saisi par deux guerriers, tandis que Spotted Tail l'abat avec son pistolet.
Le capitaine DeWitt C. Poole, de la Whetstone Indian Agency, rapporte le choc et la colère du chef Blue Horse face au meurtre de Big Mouth :
Poole rapporte plus tard que Spotted Tail a donné un certain nombre de poneys à Blue Horse et que la loi autochtone a été respecté. 

« Blue Horse a lancé une violente harangue en langue sioux. Il avait un fusil dans une main et un arc tendu et un tas de flèches dans l'autre, et quand il a laissé tomber sa couverture, deux Colts de la marine et un gros couteau scalpeur pouvaient être vus dans leur fourreau à sa ceinture. Il était dans une fureur délirante, bondissant dans la pièce alors qu'il lançait des accusations et des menaces contre le chef Spotted Tail. Le chef Big Mouth est mort vers l'aube. Quelques heures plus tard, Blue Horse est venu au bureau de l'agent Poole et lui a dit qu'il se sentait si triste de la mort de son grand et bon frère qu'il devrait laver la peinture qu'il avait mise sur son visage pour la fête de la veille et commencer le deuil. L'interprète a averti Poole que si cet Indien se lavait le visage et se mettait à pleurer, cela signifierait la réouverture de la querelle et d'autres fusillades. L'agent donnerait à Blue Horse deux couvertures, ce qui le réconforterait, et il s'abstiendrait de se laver le visage et de s'en prendre à Spotted Tail . Les couvertures ont été remises et le frère en deuil est parti tranquillement. »

Blue Horse voulait venger le meurtre de Big Mouth, mais il choisit la voie de la non-violence et déménage avec sa tribu de Wágluȟes dans une autre localité. Red Cloud est également lésé par le meurtre de son frère. Néanmoins, il continue à travailler avec Spotted Tail dans les délégations à Washington pour protéger les terres tribales, appliquer les traités non respectés et préserver l'héritage Lakota .

## Politique Wágluȟe
Certains Wágluȟes se rendent dans le nord au combat Powder River Country dans la guerre de Red Cloud et deviennent étroitement liés aux militants Miniconjous, Sans-Arcs et Hunkpapas. D'autres Wágluȟes fournissent de la nourriture et des munitions au chef Red Cloud que tous les Wágluȟes respectent. L'armée américaine considère que, malgré les doutes sur leur fiabilité, le rôle des Wágluȟes en tant que scouts, administrateurs civils et médiateurs est absolument essentiel.

## Nouveaux dirigeants Wágluȟe

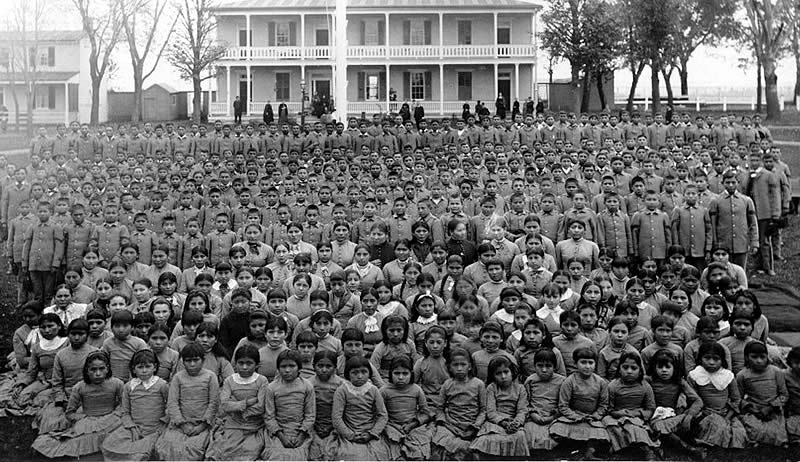
Les enfants des dirigeants Wágluȟes assistent à la première classe de l'école industrielle indienne de Carlisle en 1879.

Après la bataille de Little Big Horn et l'arrestation du chef Blue Horse en 1876, les Wágluȟes se divisent en trois tribus. Blue Horse reste chef de l'une d'entre elles, et les jeunes leaders émergents American Horse et Three Bears des deux autres. Red Shirt est également un chef populaire et sert comme lieutenant de Three Bears. Ces dirigeants ont beaucoup en commun : Ils ont tous servi comme scouts indiens de l'armée américaine avec le 4e régiment de cavalerie américain de Fort. Laramie, ont dirigé des délégations Lakota à Washington, leurs enfants ont assisté à la première classe à la Carlisle Indian Industrial School et tous ont rejoint les Wild West shows de Buffalo Bill .

## Red Cloud comme Wágluȟe

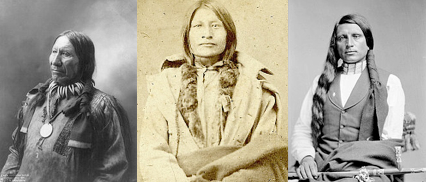
Dirigeants Wágluȟe après la bataille de Little Big Horn en 1876. De gauche à droite: American Horse, Three Bears et Red Shirt.

Red Cloud est reconnu comme un chef de file des Wágluȟes et de l'Ite Sica. En 1860, le lieutenant Henry E. Maynadier, qui devient plus tard le commandant du Fort Laramie, reconnait Red Cloud comme l'un des fils du vieux chef Smoke, un Wágluȟe. En réalité, lorsque les Oglalas sont sérieusement menacés, Red Cloud devient le chef de facto de l'Ite Sica (Bad Faces),. Après la défaite de 1876, pour survivre, Red Cloud et Spotted Elk déplacent leur peuple dans les réserves gouvernementales.     

## Chef Blue Horse

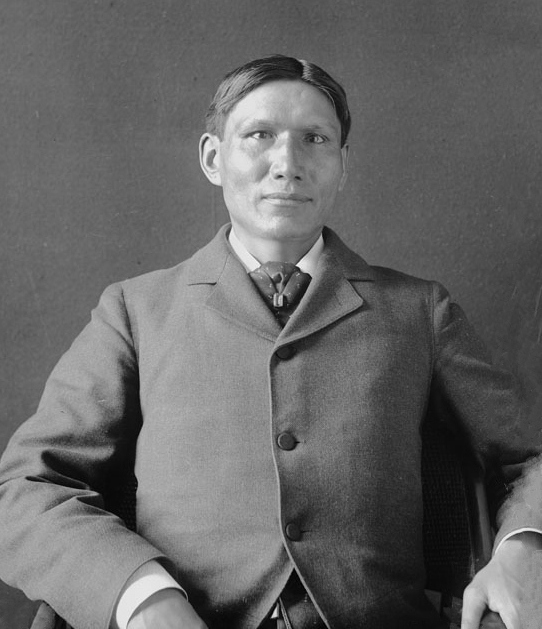
Charles Alexander Eastman (19 février 1858 - 8 janvier 1939), médecin, écrivain, professeur national et réformateur amérindien.

En 1890, l'historien amérindien Charles Alexander Eastman  enregistre sa première rencontre avec le chef Blue Horse à Pine Ridge Agency, dans le Dakota du Sud. 
Il rapporte que le chef Blue Horse est son premier interlocuteur à la Pine Ridge Agency et le chef émérite de la bande de Wágluȟes. «Il ouvrit doucement la porte et entra sans frapper, à la manière typiquement indienne. Après m'avoir salué en Sioux, il a rapidement produit ses lettres de créance, qui consistaient en de vieux documents qui lui avaient été remis par divers hauts officiers militaires, du général William Selby Harney au général George Crook, et datés de 1854 à 1877. Le vieil homme ne voulait rien tant qu'un public, et les récits de ses exploits servaient à passer la soirée». 
Il enregistre que « Blue Horse avait été, comme il le prétendait, un ami de l'homme blanc, car il était l'un des premiers scouts indiens de l'armée américaine sioux, et aussi l'un des premiers à traverser l'océan avec Buffalo Bill».

## Wild West Shows
Les scouts indiens de l'armée américaine Wágluȟe de la Pine Ridge Agency, dans le Dakota du Sud, sont les premiers Oglalas à voyager avec le Buffalo Bill et ses Wild West Shows aux États-Unis et en Europe. Les anciens combattants de la Grande Guerre des Plaines choisissent de lui offrir leurs services et apprécient que ses spectacles préservent l'héritage Oglala à une époque où le Bureau des Affaires indiennes a l'intention de promouvoir l'assimilation des Autochtones .